# Tabernaemontana undulata
Ushpawasha sanango (Tabernaemontana undulata) es una especie de árbol del género Tabernaemontana de la familia Apocynaceae. Es una planta utilizada en la medicina tradicional amazónica en Perú.
Los informes etnomédicos describen el uso tradicional de esta planta como antídoto para el envenenamiento por mordedura de serpiente, para tratar el reumatismo, la malaria y como tónico general para la salud.